# Richard Rydze
Richard Rydze (n. 15 martie 1950, Pittsburgh, Pennsylvania, SUA – d. 28 noiembrie 2023, Pittsburgh, Pennsylvania, SUA) a fost un săritor în apă ce a reprezentat Statele Unite ale Americii, medaliat olimpic. A participat la o ediție a Jocurilor Olimpice (1972) în care a câștigat o medalie de argint.

## Participări
Lista de mai jos prezintă principalele competiții la care a participat Richard Rydze de-a lungul carierei.
- diving at the 1972 Summer Olympics – men's 10 metre platform[*]